# Syahrizal Syahbuddin
Syahrizal Syahbuddin (sinh ra ở Bireuën, Indonesia, ngày 2 tháng 10 năm 1993) là một cầu thủ bóng đá người Indonesia hiện tại thi đấu cho Aceh United F.C. ở vị trí hậu vệ. Anh là cầu thủ Indonesia đầu tiên chơi bóng ở Paraguay.

## Sự nghiệp câu lạc bộ
Vào tháng 12 năm 2014, anh gia nhập Mitra Kukar. Năm 2018, anh gia nhập Aceh United.

## Sự nghiệp quốc tế
Anh có màn ra mắt cho U-23 Indonesia trong trận giao hữu trước U-23 Singapore ngày 13 tháng 7 năm 2013 với tỉ số 1-0 nghiêng về Singapore.

## Danh hiệu
U-23 Indonesia
- Huy chương Bạc Đại hội Thể thao Đoàn kết Hồi giáo: 2013